# オールズモビル・オーロラ
オールズモビル・オーロラ（Oldsmobile Aurora）は、1995年に発表されたゼネラルモーターズ（GM）のオールズモビル・ディビジョンで製造されたフルサイズ・セダンである。オーロラは2ドアのビュイック・リビエラ（Buick Riviera）と共にキャデラック派生のG・プラットフォーム（G platform）を使用していた。
1996年のナインティエイト（Ninety-Eight）の終了と共にオーロラはオールズモビルのフラッグシップ車となり、V型6気筒エンジン搭載車はエイティエイト（Eighty-Eight）とLSSを代替した。オーロラには4速オートマチックトランスミッション（AT）のみが装着された。

## 導入
1980年代以来GMはオールズモビルに新しい息吹を吹き込んでくれる車、曰く「"親父のオールズモビルではない。"」車を求めており、これが1960年代のオールズモビル・トロネードから幾つかのデザイン上の特徴を受け継いだオーロラとなった。オーロラが発表されるまでオールズモビルはブランドの再興を願いつつ（オールズモビルの販売は1985年の1,066,122台から1992年には389,173台に急落していた）この車を切望していた。既存車種からの脱却の象徴としてオーロラにはオールズモビルのバッジ、カーオーディオやエンジンカバー上の文字は一切使用されなかった。その代わりに1997年のオールズモビルの社章'Rocket'エンブレムの改訂の前兆となる'A'の文字をデザインしたエンブレムが使用された。
オールズモビルは、モデルチェンジされたエイティエイト（Eighty-Eight）やシルエット（Silhouette）、カトラス（Cutlass）やブラバダ（Bravada）と共にオーロラからデザイン上の特徴を借りてきたイントリーグ（Intrigue）やアレーロ（Alero）の様な他のモデルを発表してオーロラを華々しく飾ろうとした。オールズモビルの'Rocket'エンブレムもがより薄い形状に改訂されてオーロラのエンブレムと共に用いられたのは、当時全てのオールズモビル・ブランドが簡潔な「"オーロラ"（"Aurora."）」に変更されるのではないかという噂が出回ったためであった。

## 概念モデル
オーロラへと発展する初期のデザイン作業は1980年代末の極早い時期に始まり、それは1989年のオールズモビル・チューブカー（Oldsmobile Tube Car）として知られる技術コンセプトカーで明確になった。全体形状が類似しているのみならず、車幅全幅に渡るテールライト、側面まで回りこんだリアウインドウ、窓枠の無い窓といったチューブカーが備えていた多くの細かな要素が後の量産車の中に見て取れる。最終的な量産車とは異なりチューブカーはピラーレス（柱の無い）・ハードトップでドアは観音開き型であった。

## 初代 (1995年 - 1999年)
多大な研究と開発の後、オーロラは1994年1月31日に量産に入り、1995年モデルとして発売された。オーロラにはデュアルゾーン・エアコン、革表皮のシート、ウォルナット模様の内装アクセント、2ポジション記憶装置付き電動調節の前席といった数多くの豪華で先進的な装備が標準で備わっていた。現在の燃料消費率やその他のデータを表示するオンボードコンピューターも標準装備であった。

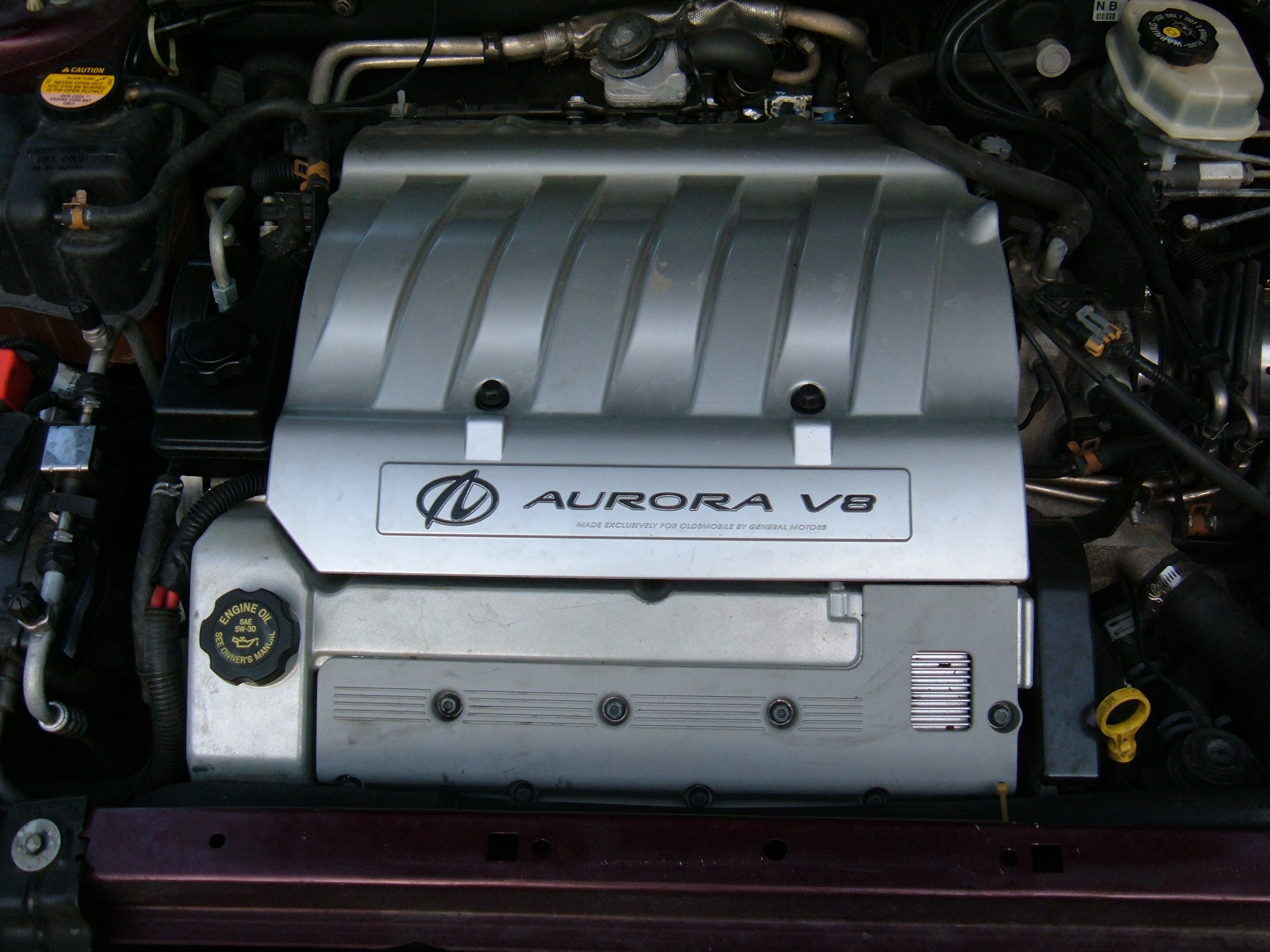
オーロラの 4.0L V8.

オーロラはキャデラック向けのノーススターV8を基にしたオールズモビル向けの4.0L L47 オーロラV型8気筒エンジンも標準で搭載し、ノーススター・エンジンと4T-80E型変速機はオーロラに搭載されるまではキャデラック専用であった。オーロラの抗力係数（Cd値）は0.32であった。
当時、オーロラは洗練されたエンジン、素晴らしい組立精度、バランスの取れた乗り心地、強固な構造で評価が高かった。実際にメーカーがボディ強度を測るために実施する通常の衝突テストの最中にオーロラのモノコック構造はGMのテスト機材を破壊してしまった。代わりに強固なトラックのフレーム用のテスト機材が使用されたが、テスト車両は乗用車用の連邦基準テストを2度も通過した。
初年度のオーロラは45,000台以上を売り販売の強さをみせたが、購入者の多くが掲示価格を見てから去っていってしまったため1996年には劇的に落ち込んだ。ビュイック・ルセイバー（Buick LeSabre）、ビュイック・パークアべニュー（Buick Park Avenue）、ビュイック・リヴィエラ、オールズモビル・88（Oldsmobile 88）、オールズモビル・98（Oldsmobile 98）とポンティアック・ボンネヴィル（Pontiac Bonneville）と共に全ての第1世代のオーロラはミシガン州、レイクオリオン（Lake Orion）の工場で生産され、1999年6月25日に生産を終了した。

### エンジン
1995-1999にGMは250 hp (186 kW) @ 5600 rpm、260 lb•ft (353 N•m) torque @ 4400 rpmの4.0 L (244 cu in) ノーススター L47 V8を採用した。このエンジンを大幅に改造した650 hp (485 kW)版は当初1995年に始まったインディ・レーシング・リーグ（Indy Racing League）でGMのレース部門により使用されたが、後に2000年のキャデラック・ノーススター LMP（Cadillac Northstar LMP）に使用された。双方のエンジン共に排気量は4.0 Lであったがノーススター LMPのエンジンは2基のターボチャージャーが装着されていた。

### 年度毎の変更
1996年モデル
1996年モデルのオーロラには昼間点灯ライト（DRL）が装備され、オールズモビルは不満の多かった歪みを生じるリアウインドウの問題を解消したと述べた。スロットル部本体の前にMAFセンサーが追加された。
1997年モデル
この年にバックミラーの中に電子式コンパスが内蔵された。右側のドアミラーには運転手が縁石を確認できるように変速機を後退位置に入れると下向きになる機構が取り入れられた。インダッシュのCDプレーヤーにはオプションでBose・サウンドシステムが設定され、12連装チェンジャーデッキをBose仕様とは別に注文できた。
1998年モデル
1998年モデルではサスペンションと操舵機構に改良を加え、より快適な乗り心地と低速域での操舵感の向上を図った。オンスター（OnStar）・システムがオプションで設定された。
1999年モデル
オーロラの生産は通年続いたが、2000年モデルは用意されなかった。

## 2代目 (2001年 - 2003年)
オールズモビルは、元々第2世代のオーロラをV8エンジンのみを搭載し初代と同様に新しいビュイック・リビエラとプラットフォームを共用する、より上の市場を狙った車にしようという意図を持っていた。これはオールズモビルにとっては「アンタレス（Antares）」という名称で知られる4ドアのエイティエイト（Eighty-Eight）の後継車を生み出す余地を持った計画であった。しかし、ビュイックはリビエラの開発計画を破棄したのでオールズモビルは資金難に見舞われ、短期間でアンタレスをオーロラに仕立て直さねばならなくなった。その結果今までと同じG-ボディを使用した新しいオーロラとなったが、4.0 L ノーススターV8エンジンは相変わらず4T-80E型変速機と組み合わされていた。2004年半ばにオールズモビル・ディビジョン自体が消滅したことにより、オーロラの代わりに姉妹車のポンティアック・ボンネビル（Pontiac Bonneville）にV8エンジンがオプションで設定された。
オールズモビルは最初オーロラにV6エンジンも設定していた。問題のV6エンジンはオーロラのDOHC V8エンジンから2気筒分削ったLX5型で、「"ショートスター"（"Shortstar"）」と呼ばれていた。V6エンジン搭載のオーロラは2001から2002年モデルのみに設定され、2002年半ばには生産は終了した。
このオーロラは競争力のある豪華4ドアセダンであったが話題にはならず、販売も初代と同等であった。これには幾つかの理由があるが、新しいオーロラと新しい2002年モデルのブラバダにも同様にその最大の理由は、2000年12月にGMがここ数年でオールズモビル・ブランドを廃止すると発表したことが影響していた。オーロラはそのユニークなデザインをいまだに保持していたがデザイン上の特徴はその他のオールズモビル車とも共通しており、同様に多くの部品を他のGM車と共用していた。これは初代が持っていた他のオールズモビル車との「"隔離性"（"separateness"）」を放棄したことになった。第2世代のオーロラでもう1つ特筆すべきことは初代よりも全長が6 in 短いことであった。オートモビル誌（Automobile）は「オーロラの新しい外観は初代のものに比べ取り立てて美観に訴えたり優雅であると感じさせるものでは無い。」と記したが、オートチャネルレビュー（Auto Channel review）は「あらゆる観点からも良くなった。」と評した。
第2世代のオーロラは1999年11月10日に量産に入り、2000年2月に発売された。最後のV6エンジン搭載のオーロラは2002年6月21日に、最後の500台は2003年3月28日に工場から出荷された。最後の500台は全て特別なバーガンディ色（「ダークチェリー・メタリック」と呼ばれた）に塗られ、特性のクロームホイールと「Final 500」のバッジが装着されていた。ミシガン州、レイクオリオンの工場では合計71,722台（2001年に53,640 台、2002年に10,865 台、2003年に7,217台）の第2世代のオーロラが生産された。オーロラの最も近い後継車はビュイック・ルサーン（Buick Lucerne：2006年モデルから導入）とキャデラック・STS（Cadillac STS）で、両モデル共に異なるモデルのノーススターV8エンジンを搭載している。

### エンジン
- 2001-2002• LX5 3.5 L (214 cu in) V6, 215 hp (160 kW) @ 5600 rpm, 230 lb•ft (312 N•m) torque @ 4400 rpm[9]
- 2001-2003• L47 4.0 L (244 cu in) V8, 250 hp (186 kW) @ 5600 rpm, 260 lb•ft (353 N•m) torque @ 4400 rpm[10]

## 生産数
両世代のオーロラの生産数：
| 年     | 初代      | 2代目    |
| ------ | --------- | -------- |
| 1995年 | 45,677台  |          |
| 1996年 | 22,349台  |          |
| 1997年 | 25,579台  |          |
| 1998年 | 23,955台  |          |
| 1999年 | 18,729台  |          |
| 2000年 |           |          |
| 2001年 |           | 53,640台 |
| 2002年 |           | 8,576台  |
| 2003年 |           | 7,217台  |
| 合計   | 136,289台 | 69,433台 |

- 総合計は205,722台となる。